# 人間科学反応バラエティ こうなった君
『人間科学反応バラエティ こうなった君』（にんげんかがくはんのうバラエティ こうなったくん）は、TBS系列で2013年7月2日に放送された特別番組である。

## 出演者
- MC
  - おぎやはぎ（小木博明・矢作兼）
  - 大久保佳代子（オアシズ）
- ゲスト
  - 浅香光代
  - ガッツ石松
  - 神奈月
  - KURO
  - マロン陵
  - ペレ

## ネット局
| 放送対象地域   | 放送局                | 系列    | 放送日時                    | 遅れ日数   |
| -------------- | --------------------- | ------- | --------------------------- | ---------- |
| 関東広域圏     | TBSテレビ（TBS）      | TBS系列 | 2013年7月2日 23:58 - 24:58  | 制作局     |
| 北海道         | 北海道放送（HBC）     | TBS系列 | 2013年7月2日 23:58 - 24:59  | 同時ネット |
| 山形県         | テレビユー山形（TUF） | TBS系列 | 2013年7月2日 23:58 - 24:58  | 同時ネット |
| 福島県         | テレビユー福島（TUF） | TBS系列 | 2013年7月2日 23:58 - 24:58  | 同時ネット |
| 新潟県         | 新潟放送（BSN）       | TBS系列 | 2013年7月2日 23:58 - 24:58  | 同時ネット |
| 静岡県         | 静岡放送（SBS）       | TBS系列 | 2013年7月2日 23:58 - 24:58  | 同時ネット |
| 石川県         | 北陸放送（MRO）       | TBS系列 | 2013年7月2日 23:58 - 24:58  | 同時ネット |
| 長野県         | 信越放送（SBC）       | TBS系列 | 2013年7月10日 23:58 - 24:58 | 8日遅れ    |
| 中京広域圏     | 中部日本放送（CBC）   | TBS系列 | 2013年7月10日 23:58 - 24:58 | 8日遅れ    |
| 鳥取県・島根県 | 山陰放送（BSS）       | TBS系列 | 2013年7月18日 25:15 - 26:15 | 16日遅れ   |
| 岡山県・香川県 | 山陽放送（RSK）       | TBS系列 | 2013年7月19日 24:55 - 25:55 | 17日遅れ   |
| 宮城県         | 東北放送（TBC）       | TBS系列 | 2013年7月24日 24:10 - 25:10 | 22日遅れ   |

## スタッフ
- 構成：桜井慎一、小川浩之、佐藤俊明
- ナレーター：安井絵里
- CAM：秋山勇人
- VE：石井利幸
- 音声：森田篤
- 照明：前田貢伺
- 美術プロデューサー：山口智広
- 美術制作：芳賀基広
- メイク：大岩乃里子
- 衣裳：岩崎孝典
- TK：野村佳乃子
- 編集：増田直人（ザ・チューブ）
- MA：坪井翔太（ザ・チューブ）
- 音響効果：石見知哉
- 車両：コム
- CG：グレートインターナショナル
- 技術協力：ニューテレス、プログレッソ
- 撮影協力：
- 編成：坂田栄治、前田麻友
- デスク：渡辺香織
- AD：升本武志、吉原崇弥、鈴木はるか
- 制作進行：大谷真弓
- ディレクター：寺田淳史、石岡孝利、和田悟、白坂サカス（白坂亮介）
- 総合演出：マッコイ斉藤
- プロデューサー：三島圭太、片山勝三、中村恵
- 制作協力：SHO-GUN
- 製作著作：TBS